# Leichtathletik-Länderkampf der Männer 1930 Deutschland – Frankreich
| 2. Leichtathletik-Länderkampf mit deutscher Beteiligung 1930 | 2. Leichtathletik-Länderkampf mit deutscher Beteiligung 1930 |
| ------------------------------------------------------------ | ------------------------------------------------------------ |
|                                                              |                                                              |
| Ländervergleich der Männer: Deutschland – Frankreich         |                                                              |
| Austragungsort                                               | Hannover                                                     |
| Wettbewerbe                                                  | 15                                                           |
| Datum                                                        | 31. August 1930                                              |
| 1. GER 2. FRA                                                | 84 Punkte 67 Punkte                                          |
| Chronik                                                      |                                                              |
| ← ENG-GER (F)                                                | GER-SUI (M) →                                                |

Im zweiten Vergleich des Leichtathletik-Länderkampfjahres 1930 maßen sich die deutschen Männer zum fünften Mal mit den Sportlern aus Frankreich. Die insgesamt neunzehnte deutsche Länderbegegnung wurde am 31. August in der deutschen Stadt Hannover ausgetragen. Es war wieder ein Termin, an dem die deutschen Leichtathleten zwei Länderkämpfe gleichzeitig absolvierten. Erstmals hatte es eine solche Situation vor zwei Jahren gegeben. Auch in der jetzigen Saison gab es parallel die Vergleiche mit Frankreich und der Schweiz, sodass zwei deutsche Nationalmannschaften nominiert werden mussten. In beiden Begegnungen ging Deutschland auch in dieser Saison am Ende als Sieger hervor. Gegen Frankreich lautete der Endstand 84 zu 67 Punkte, es war der fünfte Sieg gegen Frankreichs Leichtathleten.

## Modus
Die Regeln waren dieselben wie bei den letzten Aufeinandertreffen. Jede Mannschaft trat in den Einzelwettbewerben mit je zwei Teilnehmern an. Die Sieger erhielten jeweils fünf Punkte, die Zweitplatzierten jeweils drei und die Drittplatzierten je zwei Punkte. Die Athleten auf dem jeweils vierten Rang kamen noch mit je einem Punkt in die Wertung. In den beiden Staffeln brachte Platz eins drei Punkte und Platz zwei einen Punkt.

## Legende
Kurze Übersicht zur Bedeutung der Symbolik – so üblicherweise auch in sonstigen Veröffentlichungen verwendet:
| k. A. | keine Angabe |

## Resultate

### 100 m
| Platz | Athlet           | Land | Zeit (s) |
| ----- | ---------------- | ---- | -------- |
| 1     | Arthur Jonath    | GER  | 10,7     |
| 2     | Helmut Körnig    | GER  | 10,7     |
| 3     | Gilbert Auvergne | FRA  | 10,9     |
| 4     | André Mourlon    | FRA  | 10,9     |

### 200 m
| Platz | Athlet            | Land | Zeit (s) |
| ----- | ----------------- | ---- | -------- |
| 1     | Erwin Gillmeister | GER  | 22,0     |
| 2     | Erich Borchmeyer  | GER  | 22,1     |
| 3     | Gilbert Auvergne  | FRA  | 22,3     |
| 4     | Roger Beigbeder   | FRA  | 22,5     |

### 400 m
| Platz | Athlet            | Land | Zeit (s) |
| ----- | ----------------- | ---- | -------- |
| 1     | Hermann Engelhard | GER  | 49,4     |
| 2     | Marcel Moulines   | FRA  | 49,6     |
| 3     | Ferdy Kisters     | GER  | 49,6     |
| 4     | Robert Dickeli    | FRA  | 49,9     |

### 800 m
| Platz | Athlet       | Land | Zeit (min) |
| ----- | ------------ | ---- | ---------- |
| 1     | Max Danz     | GER  | 1:53,3     |
| 2     | Séra Martin  | FRA  | 1:53,7     |
| 3     | Jean Keller  | FRA  | 1:53,9     |
| 4     | Fredy Müller | GER  | 1:55,1     |

### 1500 m
| Platz | Athlet           | Land | Zeit (min) |
| ----- | ---------------- | ---- | ---------- |
| 1     | Jules Ladoumègue | FRA  | 3:54,6     |
| 2     | Gaston Leduc     | FRA  | 4:01,1     |
| 3     | Hans Wichmann    | GER  | 4:01,3     |
| 4     | Helmuth Krause   | GER  | k. A.      |

### 5000 m
| Platz | Athlet          | Land | Zeit (min) |
| ----- | --------------- | ---- | ---------- |
| 1     | Paul Boitard    | FRA  | 15:01,2    |
| 2     | Otto Petri      | GER  | 15:01,5    |
| 3     | Maurice Cuignet | FRA  | 15:48,7    |
| 4     | Hermann Helber  | GER  | 16:18,3    |

### 110 m Hürden
| Platz | Athlet            | Land | Zeit (s) |
| ----- | ----------------- | ---- | -------- |
| 1     | Willi Welscher    | GER  | 15,6     |
| 2     | Heinrich Troßbach | GER  | 15,7     |
| 3     | Hermann Roth      | FRA  | 16,0     |
| 4     | André Adelheim    | FRA  | 16,1     |

### 4 × 100 m Staffel
| Platz | Besetzung       | Land                                                           | Zeit (s) |
| ----- | --------------- | -------------------------------------------------------------- | -------- |
| 1     | Deutsches Reich | Arthur Jonath Erich Borchmeyer Erwin Gillmeister Helmut Körnig | 41,4     |
| 2     | Frankreich      | Finat Gilbert Auvergne Roger Beigbeder André Mourlon           | 41,7     |

### 4 × 400 m Staffel
| Platz | Besetzung       | Land                                                       | Zeit (min) |
| ----- | --------------- | ---------------------------------------------------------- | ---------- |
| 1     | Deutsches Reich | Reinhold Schmidt Ferdy Kisters Max Danz Hermann Engelhard  | 3:17,8     |
| 2     | Frankreich      | Robert Dickeli Séra Martin Francis Galtier Marcel Moulines | 3:19,7     |

### Hochsprung
| Platz | Athlet           | Land | Höhe (m) |
| ----- | ---------------- | ---- | -------- |
| 1     | Claude Ménard    | FRA  | 1,91     |
| 2     | Louis Philippon  | FRA  | 1,88     |
| 3     | Wilhelm Ladewig  | GER  | 1,86     |
| 4     | Helmut Rosenthal | GER  | 1,84     |

### Stabhochsprung
| Platz | Athlet             | Land | Höhe (m) |
| ----- | ------------------ | ---- | -------- |
| 1     | Pierre Ramadier    | FRA  | 3,99     |
| 2     | Gustav Wegner      | GER  | 3,90     |
| 3     | Robert Vintousky   | FRA  | 3,80     |
| 4     | Erich Stechemesser | GER  | 3,70     |

### Weitsprung
| Platz | Athlet           | Land | Weite (m) |
| ----- | ---------------- | ---- | --------- |
| 1     | Erich Köchermann | GER  | 7,37      |
| 2     | Kurt Molle       | GER  | 7,18      |
| 3     | Victor Barlier   | FRA  | 6,81      |
| 4     | Claude Heim      | FRA  | 6,59      |

### Kugelstoßen
| Platz | Athlet                | Land | Weite (m) |
| ----- | --------------------- | ---- | --------- |
| 1     | Wilhelm Uebler        | GER  | 14,90     |
| 2     | Hans-Heinrich Sievert | GER  | 14,69     |
| 3     | Jules Noël            | FRA  | 14,62     |
| 4     | Paul Winter           | FRA  | 13,62     |

### Diskuswurf
| Platz | Athlet           | Land | Weite (m) |
| ----- | ---------------- | ---- | --------- |
| 1     | Paul Winter      | FRA  | 47,92     |
| 2     | Jules Noël       | FRA  | 46,01     |
| 3     | Hans Hoffmeister | GER  | 45,81     |
| 4     | Ernst Paulus     | GER  | 44,31     |

### Speerwurf
| Platz | Athlet            | Land | Weite (m) |
| ----- | ----------------- | ---- | --------- |
| 1     | Bruno Mäser       | GER  | 65,06     |
| 2     | Gottfried Weimann | GER  | 58,56     |
| 3     | Alfred Gassner    | FRA  | 56,00     |
| 4     | Jules Noël        | FRA  | 54,20     |